# Campionato francese di rugby a 15 1935-1936
Il Campionato francese di rugby a 15 di prima divisione 1935-1936 fu vinto dal RC Narbonne  che sconfisse l'AS Montferrand in finale.

## Formula
- 40 squadre divise in 8 gruppi di 5 (girone all'italiana solo andata).
- Le prime due di ogni girone agli ottavi di finale.
- Dagli ottavi eliminazione diretta con partita secca.

## Contesto
La Francia, esclusa dal "Cinque nazioni", intensifica i rapporti con i paesi del continente, vincendo un torneo preolimpico a Berlino

## Semifinali
| aprile 1936 | RC Narbonne | 3 – 0 | USA Perpignan |  |

| aprile 1936 | AS Montferrand | 10 – 3 | Aviron bayonnais |  |

## Finale
| Arbitro: | Paul Faur |

| |            | |
| mete: Vals c.p.: pénalité de Ponsaillé | Marcatori  | |
| Fernand Toujas Roger Bricchi Pierre Escaffre Marcellin Amiel Joseph Arbona Eugène Boyer Albert Sangayrac Alexandre Iché François Lombard Marcel Raynaud Francis Vals Emile Clottes Raymond Ponsaillé Edouard Chavanon Pierre Bouichou | Formazioni | Elie Corporon Roger Paul Raoul Fradet Etienne Dupouy Jean-Baptiste Julien Aimé Rochon Lucien Cognet François Punsola Pierre Thiers Jean Chassagne Marius Bellot Maurice Savy Louis Courtadon Lucien Plumasson André Vesvre |